# Goźlin Górny
Goźlin Górny – wieś sołecka w Polsce, położona w województwie mazowieckim, w powiecie garwolińskim, w gminie Wilga.
| SIMC    | Nazwa            | Rodzaj    |
| ------- | ---------------- | --------- |
| 0693871 | Borki Goźlińskie | część wsi |
| 0693888 | Podklasztor      | część wsi |
| 0693894 | Podlesie         | część wsi |
| 0693902 | Stara Wieś       | część wsi |

W latach 1975–1998 miejscowość administracyjnie należała do województwa siedleckiego.
Wierni Kościoła rzymskokatolickiego należą do parafii Matki Bożej Bolesnej w Mariańskim Porzeczu.